# Acheropita

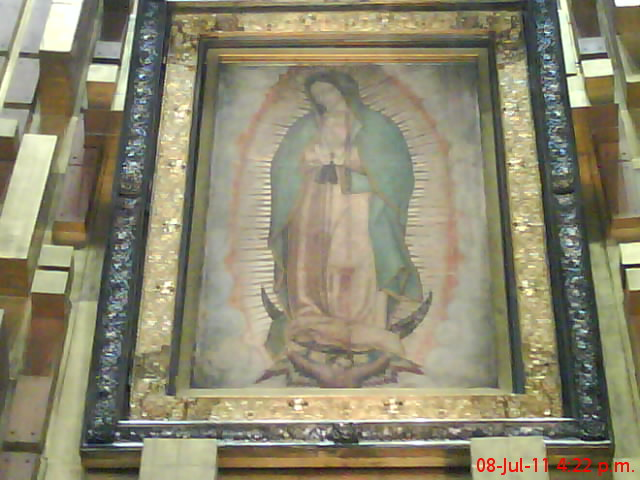
Immagine della Madonna di Guadalupe

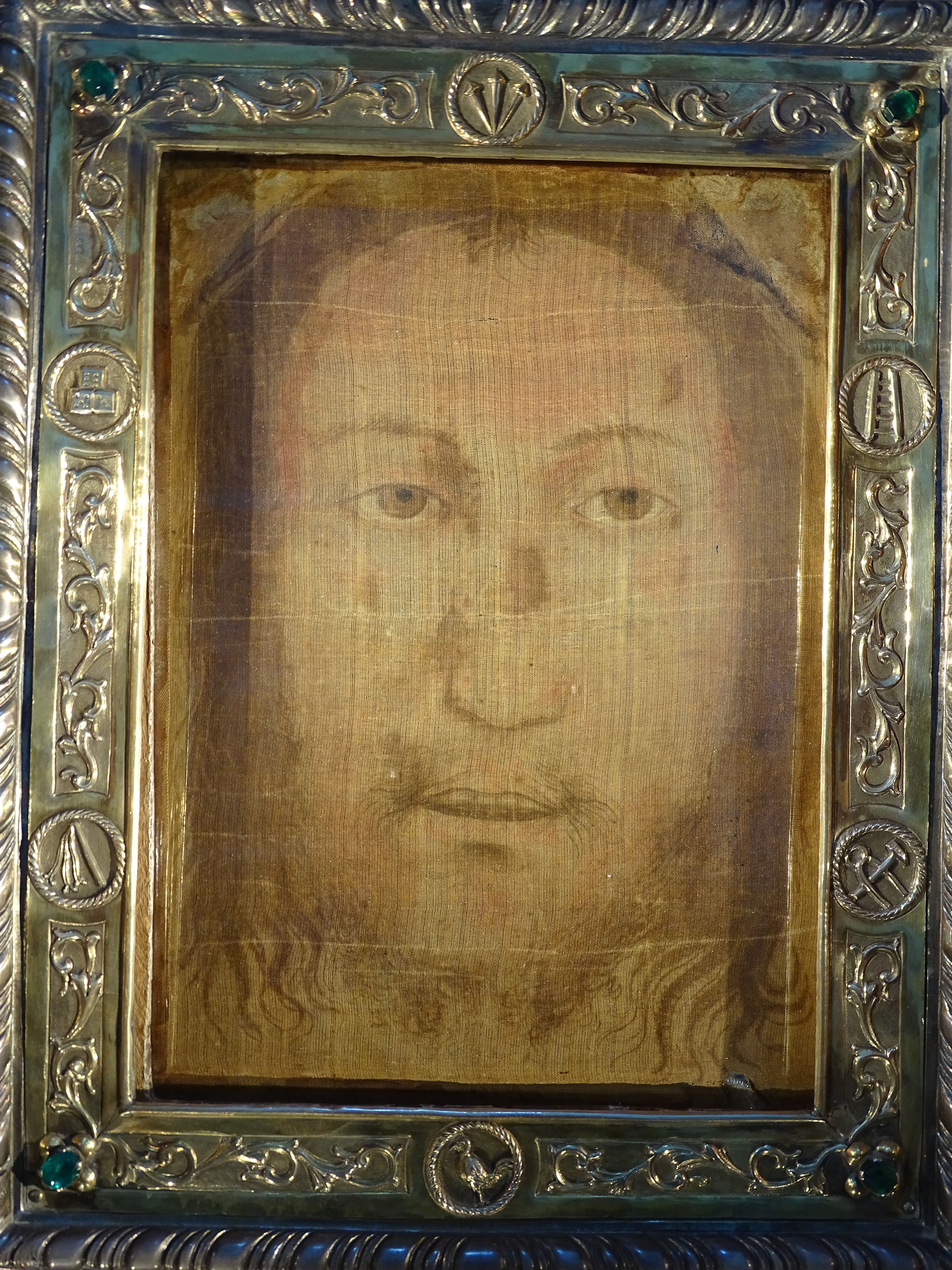
Volto Santo di Manoppello

La parola Acheropita o achiropita, dal Greco bizantino ἀχειροποίητα ("ἀ-" privativo + "χείρo-" = mano + un der. di "ποιείν" = fare, produrre), significa "non fatto da mano (umana)".
Essa viene utilizzata per indicare quelle immagini o quegli oggetti sacri alle quali la tradizione attribuisce un'origine miracolosa: queste immagini, cioè, non sarebbero opera di un artista, ma sarebbero "apparse" da sole per intervento divino. Esse sono perciò da considerarsi anche reliquie.
Le più famose immagini oggi venerate come acheropite sono:
- La Sindone di Torino,[2] un lenzuolo su cui è impressa l'immagine di un uomo che la tradizione identifica con Gesù morto, conservata nel Duomo di Torino.
- L'immagine della Madonna di Guadalupe,[2] impressa sul mantello che secondo la tradizione appartenne a san Juan Diego, custodito nella Basilica di Nostra Signora di Guadalupe a Città del Messico.
- Il Volto Santo di Lucca,[2] un grande crocifisso su cui ancora si dibattono interpretazioni e si narrano leggende e che si ritiene essere la scultura lignea più antica d'Europa tuttora esistente.
- Il Volto Santo di Sansepolcro,[1][2] crocifisso monumentale risalente ai secoli X-XII, con policromia degli inizi del XIII, che presenta caratteristiche simili a quello omonimo di Lucca
- Il Volto di Cristo all'interno del pontificio santuario della Scala Santa a Roma.

Altre famose immagini acheropite di cui è traccia in documenti antichi:
- Il Mandylion o "immagine di Edessa",[1] un telo sul quale compariva il volto di Gesù. Custodito a Edessa (oggi Urfa in Turchia), e poi a Costantinopoli, andò perduto durante il sacco della città ad opera dei crociati, nel 1204. Alcuni studiosi ipotizzano che si trattasse della Sindone di Torino.
- Il "velo della Veronica",[1][2] altro telo sul quale era impresso il volto di Gesù. Era esposto nella Basilica di San Pietro a Roma fino al 1600 circa; ne fa menzione anche Dante nella Divina Commedia (Paradiso XXXI, 103-108). Secondo alcuni era lo stesso telo venerato oggi a Manoppello (PE) col nome di Volto Santo.
- L'immagine della Madonna all'interno della Cattedrale di Maria Santissima Achiropita[3] di Rossano (CS), un affresco che la tradizione fa risalire attorno al 580 d. C. Se ne trova testimonianza anche nel manoscritto "Ode Iconologica di Maria Santissima Achiropita" composto intorno al 1741 dal Canonico M.A. Tramonti e che si rifà al testo greco di una presunta cronaca sull'Achiropita composta nel 593 d. C. circa dal vescovo Gregorio.

## Nella tradizione ortodossa
Agli acheropiti e alle icone in genere la Chiesa Ortodossa riserva un particolare culto. Esse sono parte integrante del luogo di culto e della liturgia, durante la quale il Vangelo non è solamente letto, ma incensato, portato in ostensione ai fedeli che lo baciano e adorano in ginocchio, quale traccia materiale del Verbo divino.

L'icona ispira e spesso nasce nella preghiera contemplativa, opera di santi e mistici caratterizzati da una profonda vita spirituale, come fu per Andrej Rublëv. In quanto opera di santi, all'acheropita e all'icona è attribuita la sacralità delle reliquie a loro appartenute. Il ritrovamento delle icone e la loro traslazione solenne da un luogo di culto ad un altro sono commemorate nel calendario ortodosso.
Al rilievo teologico degli acheropiti, contribuiscono non soltanto la loro origine talora misteriosa, ma anche i miracoli sopraggiunti nel corso dei secoli: la formazione di essudati visibile ai fedeli, le guarigioni inspiegabili, le esperienze di visioni e dialoghi con Gesù, la Vergine e i Santi, presenti nelle narrazioni dei mistici.

## Il culto dell'Achiropita nel mondo
Diversi sono i festeggiamenti nel mondo in onore dell'Achiropita.
La Madonna Achiropita è festeggiata il quindici agosto a Rossano, cittadina del cosentino. La venerazione dei rossanesi per l’icona bizantina risale all’epoca compresa tra il VII e l’VIII secolo, anche se recenti studi fanno risalire l’affresco al VI secolo, legandolo al culto della Madre di Dio di cui il monaco Efrem, figura principale della leggenda, era il Padre. Secondo la tradizione, l’affresco sarebbe opera divina, così come si evince dal termine Achiropita derivante dal greco akheiropoieitos, cioè non dipinta da mano umana. I rossanesi sono particolarmente legati alla figura dell'Achiropita, designata come protettrice della città insieme a S. Nilo, poiché a Lei attribuiscono alcuni miracoli che hanno salvato la città in numerose occasioni, fra cui la scampata invasione dei Saraceni intorno al 954.
Il principale avvenimento, legato al culto dell'Achiropita, è quello del terremoto della notte fra il 24 e il 25 aprile 1836. Durante l'evento catastrofico una parte della città di Rossano fu distrutta (il 24% degli edifici), pur senza vittime significative (si narra di solo 99 vittime nella città di Rossano). La limitatezza dei danni e delle vittime fu attribuita proprio alla protezione della Madonna Achiropita, cui i Rossanesi hanno dedicato un Santuario (Cattedrale di Maria Santissima Achiropita)
Un altro degli eventi più sentiti è sicuramente la festa della Nossa Senhora Achiropita, l’icona bizantina che gli immigrati calabresi portarono con sé a São Paulo, in Brasile. Le prime notizie raccolte sulla festa dell’Achiropita risalgono al
1908. A quel tempo un gruppo di italiani del quartiere di Bexiga cominciava a riunirsi nella casa di Josè Falcone, un macellaio che svolgeva anche la funzione di custode dell'immagine della Madonna proprio nella sua abitazione.
La storia della chiesa nasce proprio dall’esigenza degli immigrati italiani di avere una piccola cappella per adorare le proprie icone.
Dagli anni Settanta fino a oggi, la dimensione della festa cresce così tanto da essere ora una delle più grandi di São Paulo.
Il quartiere di Bexiga è completamente decorato da bandierine e girandole bianche, rosse e verdi. Durante il mese di agosto accoglie circa duecentomila paulisti che accorrono per la festa. I festeggiamenti cominciano con una serie di celebrazioni: la messa di apertura e il ringraziamento alla Nossa Senhora Achiropita, la messa dell’immigrato italiano, celebrata in italiano e, durante le settimane dei festeggiamenti, le messe dedicate alle varie sezioni dell’Obra Social di Nossa Senhora Achiropita, l’istituto legato alla chiesa che svolge attività sociali per i moradores de rua, anziani e bambini.